# Mario Naldini
Mario Naldini (Firenze, 12 maggio 1947 – Ramstein-Miesenbach, 28 agosto 1988) è stato un ufficiale italiano dell'Aeronautica Militare con il grado di tenente colonnello.

## Biografia
Individuo dalle abitudini equilibrate, pilota dalle doti e dall'esperienza non comuni, di assoluto affidamento, ottenne il brevetto di volo nel settembre 1970 ed entro alcuni anni divenne pilota istruttore. Nel 1982 venne trasferito alla pattuglia acrobatica delle Frecce Tricolori. Nei diciotto anni di carriera militare egli totalizzò quasi 4300 ore di volo e ottenne l'abilitazione per i seguenti aeromobili:
- Aermacchi MB-326
- Fiat G.91T
- Lockheed RT/T-33
- Lockheed TF104G
- Aeritalia F-104S
- Aermacchi MB-339A
- SIAI-Marchetti S.208

La sua morte, sopraggiunta assieme a quella dei suoi colleghi Ivo Nutarelli e Giorgio Alessio domenica 28 agosto 1988, durante la manifestazione FlugTag 88 di Ramstein-Miesenbach in Germania, è ancora oggetto di dibattito.

### La notte di Ustica
La figura di Mario Naldini è stata più volte associata ai fatti del 27 giugno 1980, giorno della strage di Ustica. A quell'epoca, egli e il collega Nutarelli lavoravano come istruttori di volo sui Lockheed TF104G del 4º Stormo di Grosseto. In particolare, per la sera del 27 giugno era prevista una missione di attacco simulato nei pressi dell'aeroporto di Verona-Villafranca, in affiancamento a un velivolo dello stesso modello in modalità monoposto, guidato da un allievo pilota. Durante il viaggio di ritorno, alle ore 20:24, il biposto con a bordo Naldini e Nutarelli si trovava in prossimità del DC-9 Itavia da poco partito da Bologna, sul Mar Tirreno non lontano dalla costa, all'altezza di Firenze-Peretola. Sul transponder del velivolo degli istruttori fu squoccato (ossia selezionato e inviato come impulso) un segnale di allarme generale alla Difesa Aerea (codice 77 o codice 7700, ossia emergenza generale).
Nella registrazione radar del posto di controllo militare di Poggio Ballone si riscontrò che:
Secondo le perizie, quindi, Naldini e Nutarelli avrebbero segnalato un problema di sicurezza aerea e i controllori ebbero piena conferma della situazione di pericolo. I significati di tali codici, smentiti o sminuiti di importanza da esperti dell'Aeronautica Militare sentiti in qualità di testi, furono invece confermati in sede della Commissione ad hoc della NATO, da esperti del NATO Programming Centre. Hanno scritto difatti costoro nel loro rapporto del 10 marzo 1997:
L'aereo ripeté per ben tre volte la procedura di allerta in due minuti, a conferma inequivocabile dell'emergenza. Né l'Aeronautica Militare né la NATO chiarirono mai le ragioni di quell'allarme. L'ex gladiatore Antonino Arconte attribuì a Nutarelli e Naldini anche l'abbattimento del Mig-23 caduto sulla Sila nei giorni della tragedia di Ustica.
Secondo l'istruttoria del giudice Rosario Priore, che per anni indagò sulla strage, Naldini e Nutarelli erano certamente a conoscenza di alcuni fatti relativi agli avvenimenti, ma negli anni che seguirono non diedero mai segni di cedimento, se non per qualche battuta in ambienti riservati agli addetti ai lavori. Ciononostante, questo li qualificava come testimoni privilegiati, e certamente scomodi. In particolare, erano potenziali testimoni dell'inserimento, come poi risultò dagli atti dell'inchiesta Priore, di un caccia nell'ombra radar dell'aereo civile, che sarebbe avvenuta durante il sorvolo dell'appennino tosco-emiliano.

### La morte e le speculazioni
Nel 1988 Naldini morì durante l'esibizione delle Frecce al FlugTag 88, che si svolgeva nella base NATO di Ramstein. Naldini, che era il capoformazione delle Frecce Tricolori col nominativo Pony 1, stava eseguendo la figura del cardioide, trovandosi alla testa di una formazione di 5 velivoli disposta a V; il loro compito era quello di incrociare a bassa quota altri 4 velivoli sopraggiungenti frontalmente, a pochi secondi dal passaggio, verso il pubblico e nello stesso spazio aereo, di Ivo Nutarelli, solista della formazione col nominativo Pony 10.
Per un errore ancora poco chiarito, il solista arrivò in anticipo all'incrocio: in una frazione di secondo il velivolo di Nutarelli colpì il tettuccio del primo gregario di sinistra, uccidendo Giorgio Alessio (Pony 2) e la coda del capoformazione Naldini, che precipitò immediatamente al suolo. Mentre gli aerei numero 1 e 2 precipitavano in fiamme ai lati della pista, il terzo aereo, il numero 10, si abbatté sulla folla causando 67 vittime e 346 feriti tra gli spettatori.

### Le inchieste successive e i sospetti di complotto
Il fatto che proprio i due piloti che a Ustica potrebbero aver visto qualcosa di anomalo siano morti nello stesso incidente, addirittura (secondo alcune fonti giornalistiche) pochi giorni prima di essere sentiti dal giudice istruttore Vittorio Bucarelli sui fatti di Ustica, ha contribuito ad alimentare il sospetto che Ramstein sia stato un incidente provocato per eliminare testimoni scomodi.
Ad avvalorare questi sospetti fu un presunto dossier, di cui Naldini avrebbe parlato a un amico, Andrea Crociani, in un imprecisato giorno tra il 1987 e il 1988 nella città di Firenze, di cui Naldini era originario. Crociani rivelò queste circostanze a un giornalista solo nel 1993: Nutarelli gli avrebbe parlato di tre aerei di cui due non autorizzati. In realtà l'inchiesta non trova né riscontri probatori né testimoniali delle affermazioni del Crociani. Lo stesso Crociani affermò che anche la vedova di Naldini fosse in possesso del memoriale, ma costei, sentita, smentì categoricamente. Nonostante ciò, risulta difficile che molti dei particolari rivelati dal Crociani fossero inventati completamente, in quanto alcuni di essi combaciavano con altre testimonianze.
D'altronde, la moglie di Mario Naldini, Wilma, confermò di non aver sentito mai parlare il marito della notte del 27 giugno 1980, di non aver mai sentito né visto alcun memoriale e di non conoscere tale Andrea Crociani. Ricordò che il marito, tra l'altro, era atterrato dalla propria missione di addestramento quella sera circa 15-20 minuti prima dell'abbattimento del DC-9. Inoltre, chiarì che l’opinione di Naldini sulla strage era quella dell'esplosione di una bomba dall'interno, poiché se si fosse trattato di un missile, per di più italiano, il fatto sarebbe stato a conoscenza di troppe persone. A confermare le dichiarazioni della moglie fu un'amica, Eleonora Bettinelli, secondo cui Naldini non avrebbe mai conosciuto né incontrato alcun Crociani a Firenze di cui lei fosse a conoscenza.
Nelle conclusioni delle inchieste, i Giudici che hanno indagato sul caso Ustica sostengono che la morte a Ramstein di Naldini e Nutarelli, sebbene sospetta per via dell'allarme lanciato dai due piloti, non possa essere correlabile alla caduta del DC-9 dell'Itavia, poiché il rapporto fra effetto (morte dei due testimoni) e danni collaterali (morte di molti spettatori) sarebbe stato decisamente sproporzionato e sconveniente.